# Waltershofen
Waltershofen es un barrio en el oeste de Friburgo de Brisgovia en Baden-Wurtemberg, Alemania.

## Aldeas desaparecidas

### Niettenberg
Niettenberg estaba ubicada sobre el Tuniberg por encima del centro de Walterhofen. La última mención de la aldea se halla en documentos del siglo XIII.

### Geinersingen
La aldea Geinersingen fue mencionada la última vez en documentos del siglo XIV, pero en la actualidad no se sabe dónde estaba ubicada. Solamente de un topónimo transmitido oralmente puede deducirse la ubicación de posibles campos laborados de la aldea.

## Pista de carrera de galgos
La Asociación de Carreras de Galgos de Brisgovia-Selva Negra, fundada en 1975, recibió de la ciudad Friburgo en 1977 un terreno de 3 ha en Waltershofen. Sobre este terreno la asociación construyó una pista de carrera de galgos. En esta pista de 480 m de largo los dueños de galgos y también de otros perros pueden dejar correr sus animales detrás de una liebre artificial. En 1977 el campeonato mundial de la Federación Cinológica Internacional tuvo lugar en Waltershofen así como el campeonato europeo de 2004.

## Enlaces
- Wikimedia Commons alberga una categoría multimedia sobre Waltershofen.
- Páginas Badenses: Vistas de Waltershofen